# روبرتو بينيدا
روبرتو بينيدا (بالإنجليزية: Roberto Pineda)‏ هو فارس أمريكي، ولد في 29 يوليو 1952 في المكسيك، وتوفي في 3 مايو 1978.